# 장다니엘 아크파아크프로
장다니엘 아크파아크프로(프랑스어: Jean-Daniel Akpa-Akpro, 1992년 10월 11일, 툴루즈 ~)는 코트디부아르의 축구 선수로, 현재 이탈리아 세리에 A 클럽 몬차 소속이다.
아크파아크프로는 2011-12 시즌에 리그 1에 데뷔하였다. 그의 형인 장루이 아크파아크프로도 또한 축구 선수이다.
2014년 4월 18일, 아크파아크프로는 르 테페세 연고의 클럽과 3년 재계약을 체결하면서 2017년 6월까지 클럽에 남게 되었다.

## 국가대표팀 경력
2013년을 기점으로, 아크파아크프로는 공식 경기에서 코트디부아르 국가대표팀으로 활약하게 됐다.